# Lalande 21185
Lalande 21185 és una estrella de la constel·lació de l'Ossa Major, la quarta més propera al Sol, a una distància de 8,29 anys llum. Es tracta d'una nana roja i presenta un moviment propi considerable, en un pla perpendicular al pla galàctic. La seva veïna més propera és Wolf 359, a 4,03 anys llum. Fou descoberta per l'astrònom francès Joseph-Jérôme Lefrançais de Lalande des de l'observatori de París.
Lalande 21185 és una estrella variable de tipus fulgurant, amb augments sobtats de brillantor. A partir de les anàlisis de pertorbacions astromètriques amb les dades recollides entre 1930 i 1994, es creu que aquesta estrella té, com a mínim, dos planetes que l'orbiten. El setembre de 2002 es va anunciar el descobriment d'emissions màser de molècules d'aigua procedents del sistema de Lalande 21185; aquestes emissions de microones poden estar produïdes per molècules d'aigua en una atmosfera planetària quan són excitades per la radiació infrarroja de l'estrella.

## Història

Distàncies de les estrelles més properes des de fa 20.000 fins a 80.000 anys en el futur

Les coordenades celestes de Lalande 21185 van ser publicades per primera vegada el 1801 per l'astrònom francès Jérôme Lalande de l'Observatori de París al catàleg d'estrelles Histoire céleste française. Els números de seqüència del catàleg de la majoria de les estrelles observades, inclosa aquesta, van ser introduïts en la seva edició de 1847 per Francis Baily. Avui en dia, aquesta estrella és una de les poques que encara es fa referència habitualment pel seu número de catàleg de Lalande.
El maig de 1857, Friedrich Wilhelm Argelander va descobrir l'alt moviment correcte de l'estrella. De vegades s'anomenava "la segona estrella d'Argelander". (La "primera estrella d'Argelander" és Groombridge 1830, l'alt moviment propi de la qual va ser descobert per Argelander abans, el 1842).
Es diu que Friedrich August Theodor Winnecke va fer la primera mesura de la paral·laxi de l'estrella de 0,511 segons d'arc el 1857–58 i, per tant, va identificar per primera vegada a Lalande 21185 com la segona estrella més propera al Sol, després del sistema Alfa Centauri. Des d'aleshores, les millors mesures han situat l'estrella més lluny, però va continuar sent el segon sistema estel·lar més proper fins al descobriment astrofotogràfic de dues nanes vermelles tènues, Wolf 359 i l'estel de Barnard, a principis del segle xx.